# Shokushūi-wakashū
Shokushūi-wakashū (jap.: 続拾遺和歌集 auch: 続拾遺集 Shokushūishū, dt. etwa Nachlese – Fortsetzung) ist eine Waka-Anthologie, die vom bereits abgelösten Tennō Kameyama (1249–1305) in Auftrag gegeben und ca. 1278 fertiggestellt wurde. Der Kompilator der Anthologie war Fujiwara no Tameuji (auch Nijō no Tameuji, 1222–1286). Er gründete auch die Dichtergruppe Nijō-ha (二条派). Die Anthologie umfasst 20 Rollen mit insgesamt 1.461 Waka.